# Telesto
Telesto (grekiska Τελεστώ) är en av Saturnus månar. Den upptäcktes 8 april 1980 av Bradford A. Smith, Harold Reitsema, Stephen M. Larson och John W. Fountain och fick det provisoriska namnet  S/1980 S 13. 1983 namngavs månen efter den vattennymfen Telesto i grekisk mytologi, men är också känd som Saturn XIII.
Telesto är i sambana med Tethys runt Saturnus och ligger i Tethys lagrangepunkt L4. Detta förhållande identifierades först av Seidelmann et al. år 1981. Ytterligare en måne, Calypso, ligger i en sambana med Tethys och ligger i lagrangepunkten L5. Saturnus har ytterligare två trojanska månar, nämligen Helene och Polydeuces vilka ligger i punkterna L4 och L5 respektive i förhållande till Dione.
Den 11 oktober 2005 flög rymdsonden Cassini-Huygens förbi Telesto. De bilder som förbiflygningen resulterade i visade att Telestos yta är relativt slät och har förhållandevis få kratrar i jämförelse med Saturnus andra månar.